# استان آنیستو آرسه
استان آنیستو آرسه (انگلیسی: Aniceto Arce Province) یکی از استان‌های بولیوی در بولیوی است که در شهرستان تاریزا واقع شده‌است.